# Charles Gipps Hamilton
Charles Gipps Hamilton (* 27. Juni 1857 in Sunningdale, Grafschaft Berkshire; † 8. Juni 1955 in London) war ein englischer Rechtsanwalt und Tennisspieler.

## Leben
Hamilton wurde 1857 als Sohn von Edward William Terrick Hamilton und seiner Frau Ann Thacker geboren. Nach einem Jurastudium am Trinity College der Cambridge University trat er als Barrister in die Anwaltskammer Inner Temple ein. Am 28. September 1892 heiratete er Anne Gertrude Land.
1878 nahm Hamilton an der zweiten Auflage der Wimbledon Championships teil. Er erreichte das Viertelfinale, in dem er sich Lestocq Robert Erskine geschlagen geben musste.
Er starb 1955 im Alter von 97 Jahren im Londoner Stadtteil Chelsea.

## Auszeichnungen
- Officer of the Order of the British Empire (OBE)